# Quinto Sulpicio Camerino Cornuto (console)
Quinto Sulpicio Camerino Cornuto (in latino:Quintus Sulpicius Camerinus Cornutus; fl. V secolo a.C.) è stato un politico romano del V secolo a.C

## Biografia
L'agnomen Cornuto è della famiglia dei Camerino, che apparteneva alla gens patrizia Sulpicia, ed è anche il cognome di varie gens plebee non note. Fu il padre di Servio Sulpicio Camerino Cornuto, console nel 461 a.C. e potrebbe essere il figlio di Servio Sulpicio Camerino Cornuto, console nel 500 a.C.
Camerino Cornuto fu nominato console nel 490 a.C. con collega Spurio Larcio, che era al suo secondo mandato, nell'anno in cui Coriolano si trovava in esilio tra i Volsci. Nel 488 a.C. fu uno dei cinque inviati dal Senato al campo dei Volsci ad intercedere con Coriolano, quando questo stava avanzando contro Roma.